# Zona fótica
Em limnologia e oceanografia, zona fótica (photo, “luz”) é a camada superficial da coluna de água que é iluminada pela luz solar. Quanto maior a transparência da água e quanto mais alto o Sol estiver no céu, maior é a profundidade na qual a luz penetra na coluna de água de um ambiente aquático. No oceano aberto a zona fótica atinge em média 100 metros de profundidade. Porém, em águas tropicais claras essa camada pode chegar a 600 metros, já em águas costeiras a luz penetra aproximadamente 40 metros. Em ambientes lacustres a zona fótica apresenta grande variação, podendo até atingir o fundo de um lago. A zona fótica é de extrema importância ecológica. Nela ocorre a produção primária de lagos, rios e oceanos através da fotossíntese, que é mediada por fitoplâncton ou vegetais bentônicos em regiões onde a luz atinge o fundo do ecossistema aquático. Na zona fótica a água também é aquecida pelo Sol. A maior concentração de vida nos oceanos é encontrada na zona fótica.

## Subdivisões da zona fótica

Divisões do oceano e localização da zona fótica

A zona fótica pode ser dividida em duas camadas: eufótica e disfótica. A zona eufótica é a mais próxima da superfície, sendo caracterizada como a região onde a intensidade luminosa é suficiente para que a produção primária fotossintética exceda o consumo de matéria orgânica utilizado na respiração e metabolismo dos vegetais aquáticos (fitoplâncton, macroalgas e plantas). A profundidade na qual o consumo respiratório iguala-se à taxa de fotossíntese é conhecida como profundidade de compensação, que representa a parte mais profunda da zona eufótica. Em águas claras do oceano essa profundidade encontra-se a cerca de 150 metros abaixo da superfície, enquanto em águas turvas ela se estende por poucos metros abaixo da superficie.
Abaixo da zona eufótica está a pouco iluminada zona disfótica. Nessa região a radiação solar é muito baixa para sustentar um balanço positivo da fotossíntese (isto é, fotossíntese maior que respiração). Apesar disso, organismos do fitoplâncton podem eventualmente ser encontrados nessa região a partir de seu afundamento de uma camada superior da coluna de água. Na zona disfótica, peixes e alguns invertebrados ainda conseguem enxergar. Abaixo da zona disfótica está a zona afótica, onde a luz solar não pode ser detectada por nenhum organismo vivo e os vegetais fotossintetizantes não conseguem sobreviver.

## Luz no oceano
A luz é uma forma de radiação eletromagnética. O comportamento da luz na água é diferente do comportamento em outros meios. No vácuo ela se propaga a 3 x 108 m/s, enquanto na água do mar essa velocidade é reduzida para 2,2 x 108 m/s. No oceano, a intensidade luminosa diminui exponencialmente com o aumento da profundidade. Esse fenômeno é chamado de atenuação e tem duas causas principais: absorção e dispersão da luz.
Absorção é a transformação da radiação eletromagnética em outras formas de energia, como calor e energia química (através da fotossíntese). Os principais componentes que absorvem a luz nos oceanos são fitoplâncton, material particulado em suspensão, matéria orgânica dissolvida e a própria água do mar.
Dispersão são mudanças na direção da energia eletromagnética devido a múltiplas reflexões nas moléculas de água, nas partículas dissolvidas e nas partículas em suspensão. A maior densidade e quantidade de partículas faz com que a dispersão seja maior na água do que no ar.
Em águas costeiras, principalmente próximo a estuários, os fenômenos de absorção e dispersão da luz costumam ser mais intensos. Além do material dissolvido e particulado trazido pelos rios, a turbulência causada pelas ondas e marés ressuspende o material depositado no sedimento. Além disso, esse material contém nutrientes que favorecem o crescimento do fitoplâncton. Já em áreas tropicais do oceano aberto, além da ausência de aportes continentais, a termoclina permanente impede que o material particulado em suspensão e os nutrientes de águas profundas alcancem a superfície, resultando em águas extremamente claras.

## Cor no oceano

Absorção de luz visível pela clorofila-a e clorofila-b

Cerca de metade da radiação eletromagnética proveniente do Sol chega à Terra na forma de ondas curtas na faixa visível do espectro. A atenuação da luz solar no oceano ocorre como resultado da combinação entre os fenômenos de absorção e dispersão. A dispersão é independente do comprimento de onda, mas a absorção não.
A água nos oceanos (e piscinas) parece azul porque a absorção de comprimentos de onda curtos (azul) é baixa quando comparada com comprimentos de onda longos (vermelho). A absorção de luz nessa última faixa de comprimentos de onda é tão forte que uma camada de 1 metro de espessura de água pura absorve aproximadamente 35% da radiação incidente em 680 nm (onda longa na faixa do visível).
A clorofila-a do fitoplâncton parece verde por refletir bem a radiação em comprimentos de onda no meio do espectro visível (verde) e absorver radiação nas extremidades desse espectro (azul e vermelho). Porém, outros pigmentos fotossintéticos como a clorofila-b e os carotenoides auxiliam os vegetais aquáticos na absorção de todo o espectro eletromagnético na faixa da luz visível.
Compostos orgânicos dissolvidos são basicamente constituídos por substâncias húmicas, podendo chegar ao oceano através do aporte de rios ou da decomposição de organismos no próprio oceano. Tais componentes apresentam cor característica marrom-amarelada por absorverem bem os comprimentos de onda mais curtos do espectro visível.

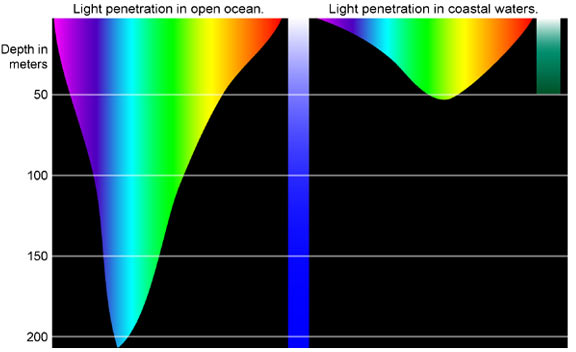
Penetração da luz visível no oceano aberto (figura à esquerda) e em águas costeiras (figura à direita)

Áreas oceânicas pouco produtivas como o oceano tropical contêm pouco fitoplâncton e compostos orgânicos dissolvidos, apresentando coloração tipicamente azulada. Em águas produtivas, o vermelho é absorvido pela água e o azul pelos compostos orgânicos dissolvidos, deixando a água com coloração tipicamente verde.

## Medida de luz em ambientes aquáticos
Os equipamentos mais comumente usados para medir a luminosidade de ambientes aquáticos são:
Irradiômetro: mede a radiação luminosa na água, podendo esta ser proveniente de qualquer direção ou de uma única direção.
Nefelômetro: mede diretamente a difusão da luz na água, sendo usado como uma medida de turbidez.
Disco de Secchi: por envolver um método simples e barato, é o equipamento mais popular para medição de transparência na coluna de água e profundidade da zona eufótica. Consiste em um disco branco (ou com dois quadrantes pintados de preto) preso a uma corda de sustentação. O disco é abaixado na coluna de água até que não possa mais ser observado a partir da superfície (conforme a percepção do olho humano). A profundidade na qual isso ocorre é conhecida como profundidade de Secchi. A partir dessa profundidade pode-se estimar o coeficiente de extinção da luz (k) na coluna de água:
{\displaystyle k=1,7/D_{s}}
onde Ds é a profundidade de desaparecimento do disco de Secchi. A partir do coeficiente de extinção da luz (k) pode-se estimar a profundidade da zona eufótica (zeu) conforme a seguir:
{\displaystyle z_{eu}=4,6/k}

## Produção primária no oceano

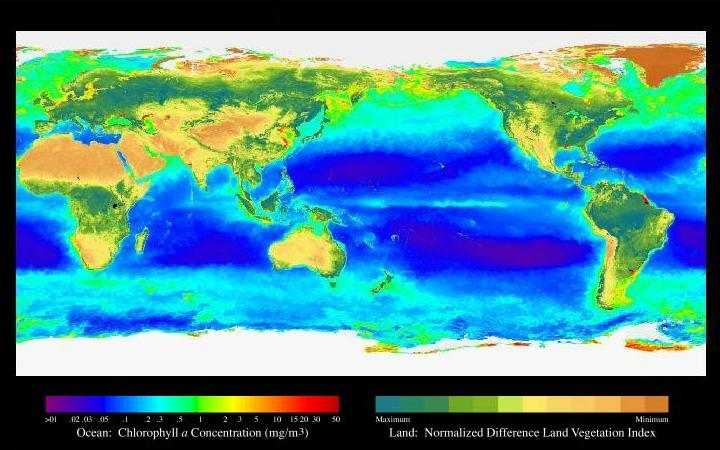
Produção primária global em ecossistemas terrestres e aquáticos

Os organismos fotossintetizantes precisam de luz para a realização da fotossíntese. Assim, toda a produção primária fotossintética no oceano ocorre na zona fótica. O fitoplâncton é responsável por 90% dessa produção. Estima-se que a produtividade primária média dos oceanos seja de 75 a 150 gramas de carbono assimilado por metro quadrado de superfície do oceano por ano.
A radiação solar afeta significativamente a fotossíntese, pois o aumento na intensidade luminosa aumenta a taxa de fotossíntese até um valor máximo. Em intensidades muito altas de radiação pode ocorrer fotoinibição, que é um fenômeno causado por reações fisiológicas do organismo fotossintetizante ao excesso de luz (por exemplo, encolhimento dos cloroplastos).
Embora toda a superfície do oceano seja iluminada pelo Sol, muitas dessas áreas apresentam baixas concentrações de alguns nutrientes essenciais, como nitrogênio, fósforo, silício, ferro e manganês. Isso limita a produção primária nesses locais. Assim, a luz e os nutrientes são as duas principais variáveis que controlam a produção do fitoplâncton no oceano. A radiação solar diminui do equador para os polos. Já a mistura da camada superficial do oceano (causada pelos ventos), que traz nutrientes do fundo para a zona eufótica, é maior nos polos (salvo em áreas de ressurgência). Dessa forma, a intensidade de luz e a concentração de nutrientes no oceano apresentam uma relação inversa que determina os padrões de produção do fitoplâncton em diferentes latitudes.
Nos polos, um único pulso de produção primária ocorre durante o verão quando há luz suficiente para a realização de fotossíntese. Em regiões temperadas, ocorrem dois picos de produção primária, um na primavera e outro no outono, épocas em que a combinação de radiação solar e nutrientes favorece as florações de fitoplâncton. Já nas regiões tropicais, o aquecimento das águas superficiais forma uma termoclina permanente, impedindo que nutrientes presentes no oceano profundo sejam levados para a superfície. Assim, a produção primária nos oceanos tropicais é limitada durante todo o ano, salvo pequenas e irregulares flutuações devido às condições oceanográficas locais.

## Visibilidade no oceano
Diferenças de contraste permitem que um objeto seja visto. Tais diferenças podem ser em relação a cores ou brilho. No ambiente marinho, o contraste de cores é importante somente nos primeiros dez metros da zona fótica. Abaixo disso, a luz não só é atenuada como também torna-se praticamente monocromática devido a seletividade na absorção dos diferentes comprimentos de onda. Logo, o contraste de brilho predomina abaixo dos 10 m de profundidade. Nessas profundidades, a visão de animais capazes de distinguir cores passa a utilizar células mais sensíveis de visão noturna, que enxergam tudo em tons de cinza. O contraste diminui com a distância. Isso acontece porque a luz do objeto é atenuada por absorção e dispersão e também porque a luz pode sofrer dispersão no caminho até os olhos do observador, produzindo um “véu de luz” na frente do objeto, que se torna progressivamente mais indistinguível até desaparecer.